# Epicadus
Epicadus is een geslacht van spinnen uit de  familie van de Thomisidae (krabspinnen).

## Soorten
- Epicadus granulatus (Banks, 1909)
- Epicadus heterogaster (Guérin, 1829)
  - Epicadus heterogaster scholagriculae (Piza, 1933)
- Epicadus nigronotatus (Mello-Leitão, 1940)
- Epicadus pallidus (Mello-Leitão, 1929)
- Epicadus planus (Mello-Leitão, 1932)
- Epicadus rubripes (Mello-Leitão, 1924)